# 포도 (후한)
포도(鮑韜, ? ~ 190년)는 중국 후한 말의 무장이다.

## 생애
포신(鮑信)의 동생이며 포선(鮑宣)의 8대 손이고 포단(鮑丹)의 아들이지만 서열은 불분명하다.
《위서》에서 간략하게 등장한다.
190년, 포신(鮑信)과 함께 고향으로 돌아가 무리 2만여 명, 기병 700여 명, 치승 50여 명을 모으고 기오(基墺)에서 거병하여 조조(曹操)와 호응해 원소(袁紹)에게 비장군(裨將軍)으로 임명되었다.
그 후, 형양현(滎陽縣) 변수(汴水)에서 포신, 조조와 함께 서영(徐榮)의 군세와 맞서 싸웠으나 패하였고 위자(衛茲)와 함께 전사하였다.

## 가족 관계
- 8대조 : 포선(鮑宣)
- 아버지 : 포단(鮑丹)
  - 형 : 포신(鮑信)
    - 조카 : 포소(鮑卲/鮑邵)
      - 조카손자 : 포융(鮑融)

    - 조카 : 포훈(鮑勛)

  - 본인 : 포도(鮑韜)